# 扎林斯克區
53°42′00″N 84°55′00″E / 53.7000°N 84.9167°E
扎林斯克區（俄语：Заринский район），是俄羅斯的一個區，位於該國南部，由阿爾泰邊疆區負責管轄，面積5,214平方公里，2010年該區人口20,136，人口密度每平方公里3.86人。